# ستانيسلاو كونراد
ستانيسلاو كونراد (بالإنجليزية: Stanislau Konrad)‏ هو حارس مرمى كرة قدم روماني سابق، شارك مع منتخب رومانيا في كأس العالم 1934.

## وصلات خارجية
ستانيسلاو كونراد على موقع قاعدة بيانات كرة القدم.إي يو (الإنجليزية)
- ستانيسلاو كونراد على موقع ناشيونال فوتبول تيمز (الإنجليزية)
- ستانيسلاو كونراد على موقع عالم كرة القدم.نت (الإنجليزية)